# Cymodusa dravida
Cymodusa dravida är en stekelart som beskrevs av Gupta 1974. Cymodusa dravida ingår i släktet Cymodusa och familjen brokparasitsteklar. Inga underarter finns listade i Catalogue of Life.